# 더 그레이트 서커스
《더 그레이트 서커스》(Dhoom 3)는 2013년 공개된 인도의 액션 스릴러 영화이다.
더 그레이트 서커스는 2013년 12월 20일에 개봉되었다. IMAX 영화 필름 형식과 돌비 애트모스 서라운드 사운드로 개봉된 최초의 인도 영화였다.

## 줄거리
1990년, 미국 일리노이에서 '그레이트 인디언 서커스'를 운영하던 이크발 하룬 칸은 은행 대출 상환에 실패하여 서커스 폐쇄 명령을 받는다. 절망한 이크발은 아들 사히르 앞에서 자살한다. 2013년, 사히르는 복수를 위해 시카고 서부 은행의 여러 지점을 털기 시작한다. 경찰은 그를 잡지 못하고, 결국 인도 경찰인 자이 딕시트와 알리 아크바르 파테 칸에게 도움을 요청한다. 사히르는 '그레이트 인디언 서커스'를 재개장하고 곡예사 알리야를 고용한다. 그는 자이에게 정보를 제공하는 척하며 은행 정보를 얻는 동시에 자이에게 잘못된 단서를 준다. 은행을 털던 중 사히르는 자이에게 어깨에 총상을 입지만 도망친다. 서커스 쇼에서 사히르는 순간 이동 마술을 선보이지만, 알고 보니 그에게는 자폐증을 가진 쌍둥이 형제 사마르가 있었고, 이 마술과 은행 강도에 사마르의 도움이 있었다. 자이는 해고되지만 사히르의 범죄를 입증하기 위해 독자적으로 수사를 계속한다. 자이는 사마르를 이용해 사히르를 잡으려 하지만, 오히려 사히르에게 속아 죽을 뻔한다. 사히르와 사마르는 마지막 은행 강도를 성공시키지만, 도주 중 댐에서 궁지에 몰린다. 사마르는 알리야의 만류에 망설이고, 사히르는 자이에게 사마르를 살려달라고 부탁하며 자수하려 한다. 하지만 사마르는 사히르와 함께 죽어야 한다고 외치며 함께 댐 아래로 떨어진다. 결국 은행은 폐쇄되고, 알리야는 사마르를 기리며 서커스를 이어간다.

## 출연

### 주연
- 아미르 칸
- 카트리나 카이프
- 타브렛 베델

### 조연
- 아비쉑 밧찬
- 우다이 초프라
- 재키 슈로프